# Schaffhouse-près-Seltz
Schaffhouse-près-Seltz (en alsacià Schoffof) és un municipi francès, situat a la regió del Gran Est, al departament del Baix Rin. L'any 1999 tenia 569 habitants.
Forma part del cantó de Wissembourg, del districte de Haguenau-Wissembourg i de la Comunitat de comunes de la Plana del Rin

## Demografia
| 1962 | 1968 | 1975 | 1982 | 1990 | 1999 |
| ---- | ---- | ---- | ---- | ---- | ---- |
| 304  | 308  | 323  | 347  | 359  | 460  |

## Administració
| Període | Identitat       | Partit |
| ------- | --------------- | ------ |
| 2001-   | Philippe Giraud |        |